# Cantó d'Hennebont
El cantó d'Hennebont (bretó Kanton Henbont) és una divisió administrativa francesa situat al departament d'Ar Mor-Bihan a la regió de Bretanya.

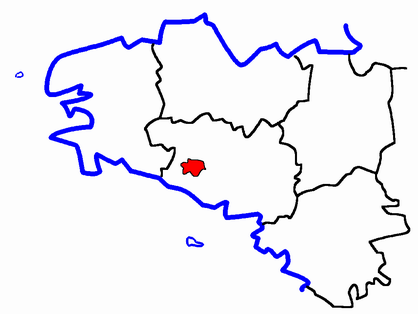
Situació del cantó

## Composició
El cantó aplega 4 comunes :
| Nom francès       | Nom bretó      | Població | km²    | Codi Postal | Codi INSEE |
| Brandérion        | Branderion     | 953      | 6,03   | 56700       | 56021      |
| Hennebont         | Henbont        | 13.412   | 18,57  | 56700       | 56083      |
| Inzinzac-Lochrist | Zinzag-Lokrist | 5.395    | 44,67  | 56650       | 56090      |
| Languidic         | Langedig       | 6.489    | 109,08 | 56440       | 56101      |
| Cantó             | Henbont        | 26.249   | 178,35 | -           | 5614       |

## Evolució demogràfica
| 1962   | 1968   | 1975   | 1982   | 1990   | 1999   |
| ------ | ------ | ------ | ------ | ------ | ------ |
| 22.891 | 22.390 | 23.139 | 25.351 | 26.543 | 26.249 |

## Història
| Data d'elecció                           | Identitat     | Partit | Qualitat |
| ---------------------------------------- | ------------- | ------ | -------- |
| 2001-                                    | Gérard Perron | PCF    |          |
| les dades anteriors no són pas conegudes |               |        |          |
|                                          |               |        |          |